# Ляпас (фільм)
«Ляпас» (фр. La Gifle) — фільм режисера Клода Піното за участі Ліно Вентури і Анні Жирардо, який вийшов у 1974 році.

## Сюжет
Жан Дулеан (Ліно Вентура), викладач географії, переживає не найкращі часі: перебуває у розлученні із дружиною (Анні Жирардо) вже вісім років, в поліції на нього завели справу за те, що побив стражів порядку, захищаючи студента, улюблена донька (Ізабель Аджані) закинула навчання і хоче піти з дому зі своїм другом, коханка, з якою він чудово ладнав, раптово вирішила піти від нього. Але в житті, як відомо, за чорною смугою завжди йде біла…

## У ролях
- Ліно Вентура — Жан Дулеан
- Ізабель Аджані — Ізабель Дулеан
- Франсіс Перрен — Марк Моррійон
- Анні Жирардо — Елен Дулеан
- Наталі Бай — Крістін Абей
- Мішель Омон — Шарвен
- Ніколь Курсель — Мадлен
- Жорж Вільсон — П'єр
- Жак Спіссер — Ремі Абей
- Ксав'є Желен — Ксав'є
- Роберт Гарді — Роберт Дікінсон
- Рішар Беррі — учень

## Нагороди
- 1974 — «Приз Луї Деллюка» — Клод Піното
- 1975 — Премія «Давид ді Донателло» — Ізабель Аджані